# Maria Immaculata (Pertolzhofen)

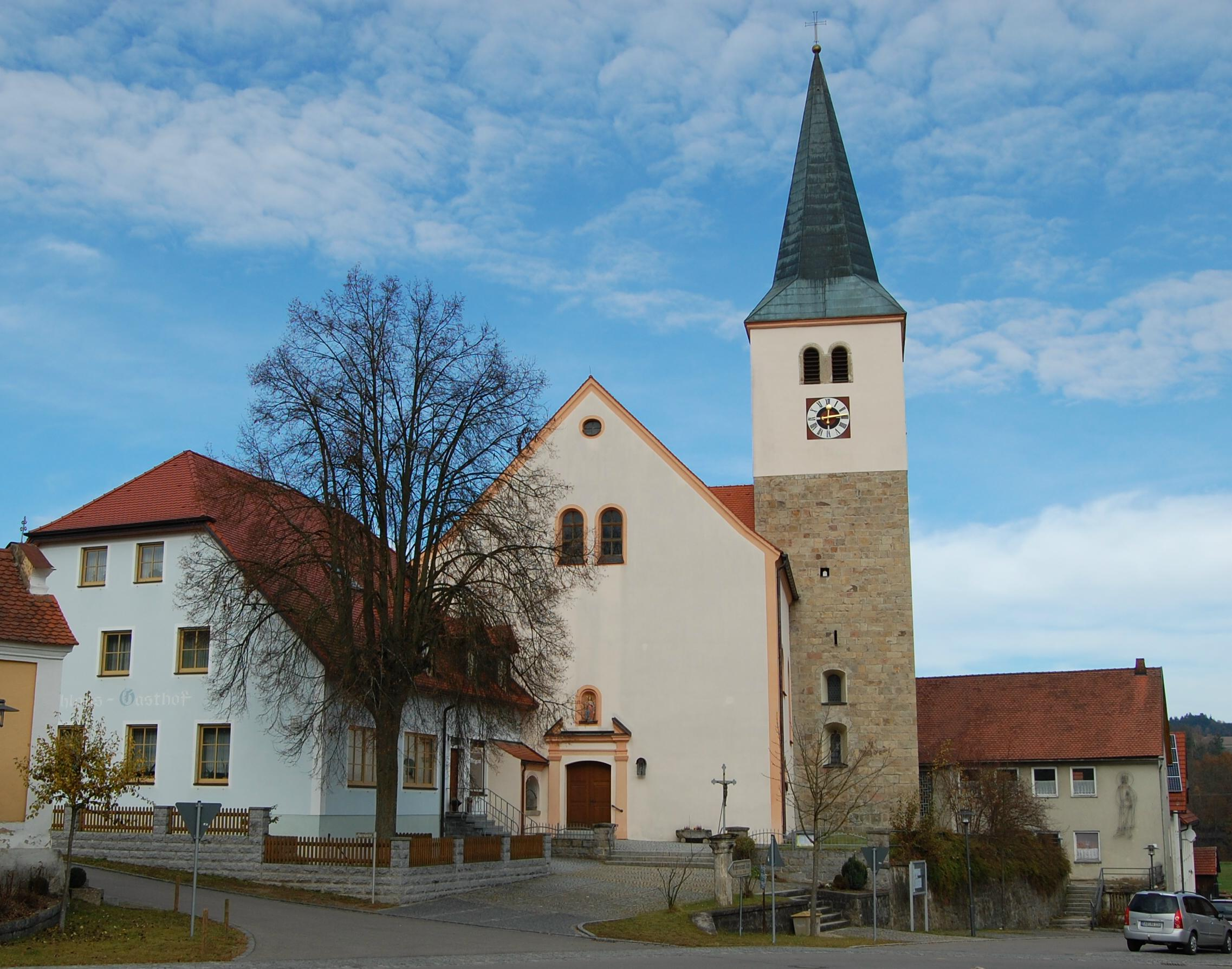
Maria Immaculata in Pertolzhofen

Die römisch-katholische, denkmalgeschützte Expositurkirche und Wallfahrtskirche Maria Immaculata steht in Pertolzhofen, einem Gemeindeteil der Gemeinde Niedermurach im Landkreis Schwandorf der Oberpfalz. Sie ist dem Bistum Regensburg zugeordnet. Das Bauwerk ist unter der Denkmalnummer D-3-76-148-15 als Baudenkmal in die Bayerische Denkmalliste eingetragen. Patrozinium der Kirche ist die
Unbefleckte Empfängnis Mariens. 

## Beschreibung
Die Saalkirche wurde 1697–99 errichtet. Sie besteht aus einem Langhaus, einem eingezogenen, dreiseitig geschlossenen Chor im Norden und dem Kirchturm an der Ostwand des Langhauses vor dem Chor, dessen untere Geschosse aus Quadermauerwerk auf den romanischen Chorturm aus dem 12. Jahrhundert zurückgehen. Der Kirchturm wurde im 19. Jahrhundert mit einem verputzten Geschoss aufgestockt, das die Turmuhr und hinter den als Biforien gestalteten Klangarkaden den Glockenstuhl beherbergt, und mit einem spitzen Helm bedeckt.
Der Innenraum des Langhauses mit drei Achsen ist mit einem Stichkappengewölbe überspannt, das mit seinen Gurtbögen auf Wandpfeilern ruht. Die Deckenmalereien entstanden 1798. Zur Kirchenausstattung gehört ein um 1700 gebauter Hochaltar, der von je zwei Säulen flankiert wird, neben denen die Statuen der heiligen Anna und des heiligen Joachim stehen. Auf dem Altarretabel ist ein Gnadenstuhl abgebildet. Die Orgel auf der oberen der doppelstöckigen Emporen wurde 1915 als Opus 332 von Willibald Siemann in den alten Gehäuse eingebaut.